# Death Avenue
"Death Avenue" (en inglés: Avenida de la muerte) fue un apodo dada tanto a la Décima como a la Undécima Avenidas del oeste de Manhattan, Nueva York en el siglo XIX.
En 1847, la ciudad de Nueva York autorizó la construcción de vías férreas a lo largo de las avenidas Décima y Undécima en el lado oeste de Manhattan. Las vías a nivel de la calle eran utilizadas por los trenes de carga de la New York Central Railroad que llevaban productos como carbón, carne y de pan llevar. Para su seguridad, el ferrocarril contrató a los "West Side cowboys", hombres en caballos que agitaban banderas en frente de los trenes. Sin embargo, demasiados accidentes ocurrieron con los trenes y otros vehículos por lo que el apodo "Death Avenue" fue dado a la Décima y a la Undécima avenidas. En 1910, una organización estimó que hubo 548 muertes y 1,574 heridos en esos años en la Undécima Avenida.
El debate público acerca de los peligros se inició a principios de los años 1900. En 1929 la ciudad, el estado y la New York Central acordaron un proyecto de mejoramiento del lado oeste, concevido por Robert Moses. El proyecto de 21 kilómetros eliminaba 105 cruces a nivel de la calle y añadía 13 hectáreas a Riverside Park; también incluía la construcción de la West Side Elevated Highway y el viaducto elevado de la West Side Line. Costó más de $150 millones de la época que era cerca de $2 mil millones de dólares en el 2017. La última parte de la vía a nivel de la calle fue removida de la Undécima Avenida en 1941.